# Henry Martín
Henry Martín (Mérida, 18 november 1992) is een Mexicaans voetballer die bij voorkeur als aanvaller speelt. Hij verruilde Club Tijuana in 2018 voor Club América. Martín debuteerde in 2015 in het Mexicaans voetbalelftal.

## Spelerscarrière
Martín speelde in zijn jeugdjaren, op 15-jarige leeftijd, een seizoen bij FC Itzaes in de Mexicaanse derde divisie. Hij scoorde in dertien duels zes keer. In 2013 debuteerde hij voor Venados FC uit zijn geboortestad Mérida. Na een jaar stapte hij over naar Club Tijuana. De club betaalde omgerekend €990.000,- voor zijn diensten. In 2017 vertrok hij bij Tijuana en op 1 januari 2018 tekende hij bij Club América. Met die club won hij de Apertura in 2018 en de Clausura van de Copa MX, de Mexicaanse beker, in 2019. Tijdens het gewonnen bekertoernooi werd Martín topscorer.

## Interlandcarrière
Martín werd in september 2015 voor het eerst bij de Mexicaanse selectie geroepen voor een vriendschappelijk duel met Trinidad en Tobago. Hij stond in de basis en werd na 54 minuten naar de kant gehaald. Daarna werd hij in februari 2016 opnieuw opgeroepen voor een oefenduel met Senegal, maar hij maakte ditmaal geen minuten. Vervolgens hield een kruisbandblessure hem zes maanden uit de running. Het duurde tot februari 2018 alvorens Martín een volgende interland zou spelen. In de zomer van 2021 nam Martín met het Mexicaans olympisch voetbalelftal deel aan de uitgestelde Olympische Zomerspelen 2020 in Tokio. Hij miste hierdoor de CONCACAF Gold Cup 2021 die gelijktijdig werd gespeeld. Hij scoorde tijdens de Spelen drie keer voor het olympisch team en droeg bij aan het behalen van de bronzen medaille. Martín maakte eind 2022 deel uit van de definitieve selectie voor het WK 2022 en maakte in het groepsduel met Saoedi-Arabië (1–2 winst) een doelpunt. Mexico strandde echter in de groepsfase. Martín speelde in twee van de drie duels tijdens het toernooi, alleen tegen Argentinië bleef hij op de bank.
| Interlands van Henry Martín voor Mexico | Interlands van Henry Martín voor Mexico | Interlands van Henry Martín voor Mexico | Interlands van Henry Martín voor Mexico | Interlands van Henry Martín voor Mexico | Interlands van Henry Martín voor Mexico |
| No.                                     | Datum                                   | Wedstrijd                               | Uitslag                                 | Competitie                              | Bijz.                                   |
| Als speler van Club Tijuana             | Als speler van Club Tijuana             | Als speler van Club Tijuana             | Als speler van Club Tijuana             | Als speler van Club Tijuana             | Als speler van Club Tijuana             |
| --------------------------------------- | --------------------------------------- | --------------------------------------- | --------------------------------------- | --------------------------------------- | --------------------------------------- |
| 1                                       | 5 september 2015                        | Mexico – Trinidad en Tobago             | 3 – 3                                   | Vriendschappelijk                       |                                         |
| Als speler van Club América             |                                         |                                         |                                         |                                         |                                         |
| 2                                       | 1 februari 2018                         | Mexico – Bosnië en Herz.                | 1 – 0                                   | Vriendschappelijk                       |                                         |
| 3                                       | 12 oktober 2018                         | Mexico – Costa Rica                     | 3 – 2                                   | Vriendschappelijk                       | Goal                                    |
| 4                                       | 17 oktober 2018                         | Mexico – Chili                          | 0 – 1                                   | Vriendschappelijk                       |                                         |
| 5                                       | 21 november 2018                        | Argentinië – Mexico                     | 2 – 0                                   | Vriendschappelijk                       |                                         |
| 6                                       | 30 september 2020                       | Mexico – Guatemala                      | 3 – 0                                   | Vriendschappelijk                       | Goal                                    |
| 7                                       | 7 oktober 2020                          | Nederland – Mexico                      | 0 – 1                                   | Vriendschappelijk                       |                                         |
| 8                                       | 17 november 2020                        | Japan – Mexico                          | 0 – 2                                   | Vriendschappelijk                       |                                         |
| 9                                       | 29 mei 2021                             | Mexico – IJsland                        | 2 – 1                                   | Vriendschappelijk                       |                                         |
| 10                                      | 3 juni 2021                             | Mexico – Costa Rica                     | 0 – 0 (wns)                             | CONCACAF Nations League 2019/20         |                                         |
| 11                                      | 6 juni 2021                             | Verenigde Staten – Mexico               | 3 – 2 (nv)                              | CONCACAF Nations League 2019/20         |                                         |
| 12                                      | 12 juni 2021                            | Mexico – Honduras                       | 0 – 0                                   | Vriendschappelijk                       |                                         |
| 13                                      | 30 juni 2021                            | Mexico – Panama                         | 3 – 0                                   | Vriendschappelijk                       | Goal                                    |
| 14                                      | 2 september 2021                        | Mexico – Jamaica                        | 2 – 1                                   | WK 2022 kwalificatie                    | Goal                                    |
| 15                                      | 5 september 2021                        | Costa Rica – Mexico                     | 0 – 1                                   | WK 2022 kwalificatie                    |                                         |
| 16                                      | 8 september 2021                        | Panama – Mexico                         | 1 – 1                                   | WK 2022 kwalificatie                    |                                         |
| 17                                      | 27 januari 2022                         | Jamaica – Mexico                        | 1 – 2                                   | WK 2022 kwalificatie                    | Goal                                    |
| 18                                      | 30 januari 2022                         | Mexico – Costa Rica                     | 0 – 0                                   | WK 2022 kwalificatie                    |                                         |
| 19                                      | 27 maart 2022                           | Honduras – Mexico                       | 0 – 1                                   | WK 2022 kwalificatie                    |                                         |
| 20                                      | 30 maart 2022                           | Mexico – El Salvador                    | 2 – 0                                   | WK 2022 kwalificatie                    |                                         |
| 21                                      | 28 mei 2022                             | Mexico – Nigeria                        | 2 – 1                                   | Vriendschappelijk                       |                                         |
| 22                                      | 11 juni 2022                            | Mexico – Suriname                       | 3 – 0                                   | CONCACAF Nations League 2022/23         | Goal                                    |
| 23                                      | 14 juni 2022                            | Jamaica – Mexico                        | 1 – 1                                   | CONCACAF Nations League 2022/23         |                                         |
| 24                                      | 24 september 2022                       | Mexico – Peru                           | 1 – 0                                   | Vriendschappelijk                       |                                         |
| 25                                      | 27 september 2022                       | Mexico – Colombia                       | 2 – 3                                   | Vriendschappelijk                       |                                         |
| 26                                      | 9 november 2022                         | Mexico – Irak                           | 4 – 0                                   | Vriendschappelijk                       |                                         |
| 27                                      | 16 november 2022                        | Mexico – Zweden                         | 1 – 2                                   | Vriendschappelijk                       |                                         |
| 28                                      | 22 november 2022                        | Mexico – Polen                          | 0 – 0                                   | WK 2022 – Groepsfase                    |                                         |
| 29                                      | 30 november 2022                        | Saoedi-Arabië – Mexico                  | 1 – 2                                   | WK 2022 – Groepsfase                    | Goal                                    |

| Interlands van Henry Martín voor het Mexicaans olympisch voetbalelftal | Interlands van Henry Martín voor het Mexicaans olympisch voetbalelftal | Interlands van Henry Martín voor het Mexicaans olympisch voetbalelftal | Interlands van Henry Martín voor het Mexicaans olympisch voetbalelftal | Interlands van Henry Martín voor het Mexicaans olympisch voetbalelftal | Interlands van Henry Martín voor het Mexicaans olympisch voetbalelftal |
| No.                                                                    | Datum                                                                  | Wedstrijd                                                              | Uitslag                                                                | Competitie                                                             | Bijz.                                                                  |
| Als speler van Club América                                            | Als speler van Club América                                            | Als speler van Club América                                            | Als speler van Club América                                            | Als speler van Club América                                            | Als speler van Club América                                            |
| ---------------------------------------------------------------------- | ---------------------------------------------------------------------- | ---------------------------------------------------------------------- | ---------------------------------------------------------------------- | ---------------------------------------------------------------------- | ---------------------------------------------------------------------- |
| 1                                                                      | 22 juli 2021                                                           | Mexico – Frankrijk                                                     | 4 – 1                                                                  | OS 2020 – Groepsfase                                                   |                                                                        |
| 2                                                                      | 25 juli 2021                                                           | Japan – Mexico                                                         | 2 – 1                                                                  | OS 2020 – Groepsfase                                                   |                                                                        |
| 3                                                                      | 28 juli 2021                                                           | Zuid-Afrika – Mexico                                                   | 0 – 3                                                                  | OS 2020 – Groepsfase                                                   | Goal                                                                   |
| 4                                                                      | 31 juli 2021                                                           | Zuid-Korea – Mexico                                                    | 3 – 6                                                                  | OS 2020 – Kwartfinale                                                  | Goal · Goal                                                            |
| 5                                                                      | 3 augustus 2021                                                        | Mexico – Brazilië                                                      | 0 – 0 ns                                                               | OS 2020 – Halve finale                                                 |                                                                        |
| 6                                                                      | 6 augustus 2021                                                        | Mexico – Japan                                                         | 3 – 1                                                                  | OS 2020 – Bronzen finale                                               |                                                                        |

## Erelijst
| Competitie                        | Aantal | Jaren |
| --------------------------------- | ------ | ----- |
| Club América                      |        |       |
| Liga MX (Apertura)                | 1x     | 2018  |
| Copa MX (Clausura)                | 1x     | 2019  |
| Campeón de Campeones              | 1x     | 2019  |
| Mexicaans olympisch voetbalelftal |        |       |
| Olympische Spelen                 | Brons  | 2020  |